# John Wurr
John Wurr (* 24. Juli 1940 in Hertford; † 2. Februar 2023
) war ein britischer Musiker (Saxophon, Klarinette) des Traditional Jazz.

## Leben und Wirken
Wurr wurde als Sohn einer Kindergärtnerin und eines Lehrers in Hertford, nördlich von London gelegen, geboren und wuchs in Worthing, West Sussex, auf, wo er die Worthing High School für Jungen besuchte. Schon früh zeigte ein besonderes Talent für Musik, und als ihn 1957 ein Schulfreund mit Jazz im New Orleans-Stil bekannt machte, sparte er, um sich eine Klarinette zu kaufen, dessen Spiel er sich dann selbst beibrachte. Er erhielt ein Stipendium für ein Mathematikstudium am St. John’s College in Cambridge und nahm dann eine Anstellung als Statistiker beim Luftfahrtministerium an. Nach seiner Heirat 1964 zog er mit seiner Frau nach London, wo er seinen Ruf in der traditionellen Jazzszene begründete, jetzt auch Tenor- und Altsaxophon sowie Klarinette spielte und die New Sedalia Jazz Band leitete. 1964 entstanden erste Aufnahmen mit Brian Green and His New Orleans Stompers.
1970 zog Wurr nach Roe Green Village im Nordwesten Londons in der Nähe des Versorgungskontrollzentrums der Royal Air Force in Hendon, wo er als Computerprogrammierer arbeitete. Das Paar gründete dort eine Familie und bekam zwei Söhne. In den 1970er-Jahren schloss er sich John Steve Lanes Famous Southern Stompers sowie der Band eines seiner frühesten Helden, Ken Colyer, an. Später wurde er Teil der Hausband im 100 Club in der Londoner Oxford Street, wo er tourende amerikanische Künstler wie Slim Gaillard, Wild Bill Davison und Champion Jack Dupree begleitete.
In den 1980er Jahren wurde er vom Civil Service College als IT-Dozent eingestellt und war später als IT-Spezialist freiberuflich tätig, um mehr Zeit als Jazzmusiker zu haben und in London u. a. in der Queen Elizabeth Hall und dem Purcell Room aufzutreten. Außerdem ging er mit George Chisholm, Keith Smith und Georgie Fame auf Tournee.
Mit den John Petters’ Hot Five nahm Wurr 2004 das Album Heah Me Talkin', The Magic of Johnny Dodds auf. Im Bereich des Jazz war er laut Tom Lord zwischen 1964 und 2014 an 48 Aufnahmesessions beteiligt, u. a. auch mit Rusty Taylor, Roy Kirby's Paragon Jazz Band, Cuff Billett, George Chisholm & Maxine Daniels, Paul Munnery's Harlem Hot Five, Gerry Brown & The Mission Hall Jazz Band, Brian Green's New Orleans Stompers, Norman Thatcher's Ragtime Band, John Petters’ Bechet Centenary Band, Tony Scriven, Roger Marks Armada Jazz Band, Steve Graham's Classic Jazz und der John Shillito Band.

## Diskographische Hinweise
- Des Bacon's Moten Swing Featuring Keith Nichols, John Wurr, Jo Cadman: Moten Swing at the 10th Bude Jazz Festival (1997)